# Bardo di Bardi Magalotti
Bardo di Bardi Magalotti (15 juin 1629 – 10 avril 1705), fils de Vincenzio Bardi et natif de Florence, qui fut envoyé à Paris auprès de son oncle Pierre Magalotti, releva le nom de Magalotti sur autorisation de Louis XIV à partir de 1645.

## Biographie
Il fut naturalisé français en 1672 comme son frère François-Louis Bardi et son neveu François-Zénoble-Philippe Albergotti (1654-1717) 
Il devint ensuite colonel du régiment Royal-Italien (1671), lieutenant-général des armées du roi (1676),  et gouverneur de Valenciennes (1677).